# Strzelectwo na Letnich Igrzyskach Olimpijskich 1956 – karabin dowolny, trzy postawy, 300 m
Karabin dowolny, trzy postawy, 300 m to jedna w siedmiu konkurencji strzeleckich rozgrywanych podczas igrzysk olimpijskich w 1956 w Melbourne. Wystartowało 20 zawodników z 14 krajów.
Rozegrano tylko rundę finałową 1 grudnia.

## Rekordy
|                   | Zawodnik          | Narodowość | Wynik | Data          | Miejsce  |
| ----------------- | ----------------- | ---------- | ----- | ------------- | -------- |
| Rekord świata     | Anatolij Bogdanow | ZSRR       | 1143  | 1955          |          |
| Rekord olimpijski | Anatolij Bogdanow | ZSRR       | 1123  | 27 lipca 1952 | Helsinki |

## Wyniki
Każdy ze strzelców oddawał 120 strzałów, po 40 w pozycji leżącej, 40 w pozycji klęczącej i 40 w pozycji stojąc. Wasilij Borisow ustanowił podczas tych zawodów rekord świata w pozycji leżącej wynikiem 396 punktów.
| Miejsce | Zawodnik             | Kraj              | Postawa | Postawa | Postawa | Łącznie | Uwagi |
| Miejsce | Zawodnik             | Kraj              | Leżąc   | Klęcząc | Stojąc  | Łącznie | Uwagi |
| ------- | -------------------- | ----------------- | ------- | ------- | ------- | ------- | ----- |
| złoto   | Wasilij Borisow      | ZSRR              | 396     | 383     | 359     | 1138    | OR    |
| srebro  | Allan Erdman         | ZSRR              | 392     | 385     | 360     | 1137    |       |
| brąz    | Vilho Ylönen         | Finlandia         | 387     | 382     | 359     | 1128    |       |
| 4.      | Jorma Taitto         | Finlandia         | 392     | 379     | 349     | 1120    |       |
| 5.      | Constantin Antonescu | Rumunia           | 386     | 374     | 341     | 1101    |       |
| 6.      | Johan Sundberg       | Szwecja           | 384     | 367     | 343     | 1094    |       |
| 7.      | Anders Kvissberg     | Szwecja           | 389     | 362     | 342     | 1093    |       |
| 8.      | James Smith          | Stany Zjednoczone | 381     | 368     | 333     | 1082    |       |
| 9.      | Sándor Krebs         | Węgry             | 379     | 364     | 335     | 1078    |       |
| 10.     | Herbert Voelcker     | Stany Zjednoczone | 385     | 355     | 335     | 1075    |       |
| 11.     | Gerald Ouellette     | Kanada            | 370     | 357     | 339     | 1066    |       |
| 12.     | Rubén Váldez         | Peru              | 373     | 338     | 333     | 1044    |       |
| 13.     | Martin Gison         | Filipiny          | 387     | 368     | 288     | 1043    |       |
| 14.     | Guillermo Baldwin    | Peru              | 379     | 359     | 302     | 1040    |       |
| 15.     | Wu Tao-yan           | Tajwan            | 370     | 386     | 349     | 1025    |       |
| 16.     | Ian Wrigley          | Australia         | 382     | 350     | 289     | 1021    |       |
| 17.     | Norman Goff          | Australia         | 372     | 343     | 295     | 1010    |       |
| 18.     | Steffen Cranmer      | Wielka Brytania   | 356     | 336     | 307     | 999     |       |
| 19.     | Chu Hwa-il           | Korea Południowa  | 338     | 286     | 279     | 903     |       |
| 20.     | Saifi Chaudhry       | Pakistan          | 84      | –       | 183     | 267     |       |